# Phryxe delusa
Phryxe delusa là một loài ruồi trong họ Tachinidae.